# Boreidae
Boreidae es una familia muy pequeña de insectos de Mecoptera que solo comprende unas 30 especies, todas las cuales son especies boreales o de elevada altitud en el hemisferio norte. Investigaciones recientes indican que los boreidos se encuentran más relacionados con las pulgas que con otras familias de Mecoptera, lo que hacen al orden Mecoptera parafilético si se excluye del mismo al orden Siphonaptera.
Son insectos pequeños (generalmente miden 6 mm o menos), sus alas se encuentran reducidas a cerdas o están ausentes, y su aspecto es algo estrecho, por lo que se asemejan en alguna medida a las pulgas. Son especialmente activos durante los meses de invierno, cerca de la transición con la primavera; las larvas generalmente se alimentan de musgos. A menudo los adultos se dispersan entre las zonas de reproducción desplazándose por la superficie de la nieve. Los machos utilizan sus alas en forma de cerdas para permanecer tomados de la hembra durante el apareamiento.
Su temperatura corporal, y por lo tanto su nivel de actividad, depende de su absorción de radiación de ondas corta y larga más que de la temperatura ambiente (la cual no lo afecta). La capa de nieve donde se encuentra el insecto posee una conductancia térmica muy baja, y por lo tanto el insecto disipa su calor muy lentamente hacia la misma.  Este delicado equilibrio entre frío y calor hace que este insecto muera fácilmente de calor si se lo tiene en la mano.

## Filogenia
El cladograma de sus relaciones externas, basado en análisis de ADN y proteínas realizados en el 2008, muestra a la familia como un clado, hermano de Siphonaptera, y relacionado en forma más lejana con Diptera y Mecoptera.

|  | Mecoptera (moscas escorpión)                                                                   |
|  |                                                                                                |
|  | \| \| Boreidae (moscas escorpión de nieve) \| \| \| \| \| \| Siphonaptera (pulgas) \| \| \| \| |
|  |                                                                                                |
|  | Boreidae (moscas escorpión de nieve)                                                           |
|  |                                                                                                |
|  | Siphonaptera (pulgas)                                                                          |
|  |                                                                                                |

|  | Boreidae (moscas escorpión de nieve) |
|  |                                      |
|  | Siphonaptera (pulgas)                |
|  |                                      |

|  | Mecoptera (moscas escorpión)                                                                   |
|  |                                                                                                |
|  | \| \| Boreidae (moscas escorpión de nieve) \| \| \| \| \| \| Siphonaptera (pulgas) \| \| \| \| |
|  |                                                                                                |
|  | Boreidae (moscas escorpión de nieve)                                                           |
|  |                                                                                                |
|  | Siphonaptera (pulgas)                                                                          |
|  |                                                                                                |

|  | Boreidae (moscas escorpión de nieve) |
|  |                                      |
|  | Siphonaptera (pulgas)                |
|  |                                      |

|  | Trichoptera                        |
|  |                                    |
|  | Lepidoptera (mariposas y polillas) |
|  |                                    |

|  | Mecoptera (moscas escorpión)                                                                   |
|  |                                                                                                |
|  | \| \| Boreidae (moscas escorpión de nieve) \| \| \| \| \| \| Siphonaptera (pulgas) \| \| \| \| |
|  |                                                                                                |
|  | Boreidae (moscas escorpión de nieve)                                                           |
|  |                                                                                                |
|  | Siphonaptera (pulgas)                                                                          |
|  |                                                                                                |

|  | Boreidae (moscas escorpión de nieve) |
|  |                                      |
|  | Siphonaptera (pulgas)                |
|  |                                      |

|  | Mecoptera (moscas escorpión)                                                                   |
|  |                                                                                                |
|  | \| \| Boreidae (moscas escorpión de nieve) \| \| \| \| \| \| Siphonaptera (pulgas) \| \| \| \| |
|  |                                                                                                |
|  | Boreidae (moscas escorpión de nieve)                                                           |
|  |                                                                                                |
|  | Siphonaptera (pulgas)                                                                          |
|  |                                                                                                |

|  | Boreidae (moscas escorpión de nieve) |
|  |                                      |
|  | Siphonaptera (pulgas)                |
|  |                                      |

|  | Trichoptera                        |
|  |                                    |
|  | Lepidoptera (mariposas y polillas) |
|  |                                    |

|  | Mecoptera (moscas escorpión)                                                                   |
|  |                                                                                                |
|  | \| \| Boreidae (moscas escorpión de nieve) \| \| \| \| \| \| Siphonaptera (pulgas) \| \| \| \| |
|  |                                                                                                |
|  | Boreidae (moscas escorpión de nieve)                                                           |
|  |                                                                                                |
|  | Siphonaptera (pulgas)                                                                          |
|  |                                                                                                |

|  | Boreidae (moscas escorpión de nieve) |
|  |                                      |
|  | Siphonaptera (pulgas)                |
|  |                                      |

|  | Mecoptera (moscas escorpión)                                                                   |
|  |                                                                                                |
|  | \| \| Boreidae (moscas escorpión de nieve) \| \| \| \| \| \| Siphonaptera (pulgas) \| \| \| \| |
|  |                                                                                                |
|  | Boreidae (moscas escorpión de nieve)                                                           |
|  |                                                                                                |
|  | Siphonaptera (pulgas)                                                                          |
|  |                                                                                                |

|  | Boreidae (moscas escorpión de nieve) |
|  |                                      |
|  | Siphonaptera (pulgas)                |
|  |                                      |

|  | Trichoptera                        |
|  |                                    |
|  | Lepidoptera (mariposas y polillas) |
|  |                                    |

|  | Mecoptera (moscas escorpión)                                                                   |
|  |                                                                                                |
|  | \| \| Boreidae (moscas escorpión de nieve) \| \| \| \| \| \| Siphonaptera (pulgas) \| \| \| \| |
|  |                                                                                                |
|  | Boreidae (moscas escorpión de nieve)                                                           |
|  |                                                                                                |
|  | Siphonaptera (pulgas)                                                                          |
|  |                                                                                                |

|  | Boreidae (moscas escorpión de nieve) |
|  |                                      |
|  | Siphonaptera (pulgas)                |
|  |                                      |

|  | Mecoptera (moscas escorpión)                                                                   |
|  |                                                                                                |
|  | \| \| Boreidae (moscas escorpión de nieve) \| \| \| \| \| \| Siphonaptera (pulgas) \| \| \| \| |
|  |                                                                                                |
|  | Boreidae (moscas escorpión de nieve)                                                           |
|  |                                                                                                |
|  | Siphonaptera (pulgas)                                                                          |
|  |                                                                                                |

|  | Boreidae (moscas escorpión de nieve) |
|  |                                      |
|  | Siphonaptera (pulgas)                |
|  |                                      |

|  | Trichoptera                        |
|  |                                    |
|  | Lepidoptera (mariposas y polillas) |
|  |                                    |

## Géneros
Lista adaptada de World Checklist of extant Mecoptera species, y completa hasta 1997. Número de especies en cada género en paréntesis.
- Boreus (24) Latreille, 1816 (América del Norte, Europa, Asia)
  - Boreus hyemalis - también denominada pulga de nieve.
- Caurinus (2) Russell, 1979 (Oregón, Alaska)[8]
- Hesperoboreus (2) Penny, 1977 (Estados Unidos)